# Simajia (sockenhuvudort i Kina, Heilongjiang Sheng, lat 46,77, long 130,62)
Simajia (kinesiska: 四马架, 四马架乡) är en sockenhuvudort i Kina. Den ligger i provinsen Heilongjiang, i den nordöstra delen av landet, omkring 330 kilometer öster om provinshuvudstaden Harbin. Antalet invånare är 14 698. Befolkningen består av 7 177 kvinnor och 7 521 män. Barn under 15 år utgör 15,0 %, vuxna 15-64 år 76 %, och äldre över 65 år 7,0 %.
Runt Simajia är det ganska tätbefolkat, med 60 invånare per kvadratkilometer. Närmaste större samhälle är Songjiang, 15,8 km nordväst om Simajia. Trakten runt Simajia består till största delen av jordbruksmark.
Genomsnittlig årsnederbörd är 846 millimeter. Den regnigaste månaden är juli, med i genomsnitt 213 mm nederbörd, och den torraste är januari, med 7 mm nederbörd.